# Drepanosticta fontinalis
Drepanosticta fontinalis – gatunek ważki z rodziny Platystictidae.